# مقاطعات فيجي
تنقسم فيجي إلى 17 مقاطعة، ولكل منها ضابط في المقاطعات وخمس مقاطعات فرعية مع ضباط مساعدين في المقاطعات. وتتركز المقاطعات عموما في البلدات والمدن، ولكن بعضها يتبع حدود المقاطعات أو مناطق التكينا. المقاطعات هي:
- را
- مقاطعة تافوا
- مقاطعة با
- نادي
- ناداريفاتو
- كياسي
- نوسوري
- نافوا
- فونيداو
- سوفا
- كوروفو
- ماكواتا
- سافوسافو
- بوا
- تافوني
- سيكاكا
- ساكاني
- توكافيسي
- كادافو
- روتوما
- لوميفيتي
- لوتوكا